# Port lotniczy Boulder City
Port lotniczy Boulder City (IATA: BLD, ICAO: KBVU) – port lotniczy położony 1,6 km na południowy zachód od Boulder City, w stanie Nevada, w Stanach Zjednoczonych.